# Бялисток
Бялѝсток или Белосто̀к (на полски: Białystok; на беларуски: Беласток; на литовски: Balstogė) е град в Североизточна Полша, столица на Подляското войводство. Административно е обособен в отделен окръг (повят) с площ 102,13 км2.
Също така е административен център на Бялистошки окръг, без да е част от него.

## География
Градът е главен център на историческата област Подлясия. Разположен е във физикогеографската област Североподляска низина.

## Население
Населението на града възлиза на 294 298 души (2010). Гъстотата е 2882 души/км2.
Демографско развитие:

## История
Бялисток е основан през 14 век. Според легендата, точната година е 1320. От 1796 г., след третата подялба на Полша, е в състава на Прусия, от 1806 до 1918 – част от Руската империя, от 1918 до 1939 г. е в състава на Полската държава, между 1939 и 1941 е присъединен към СССР, а през 1941 година от Германия в хода на Втората световна война. След отвоюването му от съветските войски на 20 септември 1944 е върнат на Полша.
При избухването на Балканската война един човек от Бялисток е доброволец в Македоно-одринското опълчение.
Градът е бил столица на Бялистошкото войводство в периода (1921-98).
- Малка къща на Наполеон Бонапарт в Бялисток, ул. Йоан Павел II, на 62

## Спорт
Градът е дом на футболния клуб Ягельоня Бялисток.

## Личности

### Родени в Бялисток
- Евгений Аниско, македоно-одрински опълченец, 19-годишен, ученик, 3 рота на 10 прилепска дружина, медал[3]
- Дзига Вертов (1896 – 1954), режисьор
- Александра Екстер (1882 – 1949), художничка
- Людвик Заменхоф (1859 – 1917), езиковед, създател на езика есперанто
- Борис Кауфман (1897 – 1980), оператор
- Максим Литвинов (1876 – 1951), политик
- Яков Перелман (1882 – 1942), писател
- Кшищоф Ниткевич, римокатолически духовник, сандомежки епископ

## Фотогалерия
- Панорамен изглед от Бялисток с железопътната гара
- Дворец „Браницки“
- Дворец „Любомирски“
- Дворец „Хасбача“
- Окръжна прокуратура
- Църква „Св. Дух“